# Uloborus elongatus
Espèce
Uloborus elongatus est une espèce d'araignées aranéomorphes de la famille des Uloboridae.

## Distribution
Cette espèce est endémique de la province de Misiones en Argentine,.

## Description
La femelle holotype mesure 3,28 mm et le mâle paratype 2,48 mm.

## Publication originale
- Opell, 1982 : A new Uloborus Latreille species from Argentina (Arachnida: Araneae: Uloboridae). Proceedings of the Biological Society of Washington, vol. 95, no 3, p. 554-556.